# Museo Corralito de Villa Montes
Museo Corralito de Villa Montes o Museo Histórico de la Guerra del Chaco "Corralito de Villa Montes" es el museo constituido como tal en la edificación en la que, el 27 de noviembre de 1934, el presidente de Bolivia, Daniel Salamanca, fue tomado como prisionero por el alto mando militar del ejército y obligado a renunciar a la presidencia en pleno desarrollo de la Guerra del Chaco. El hecho es conocido como Golpe de Estado en Bolivia de 1934 o Corralito de Villamontes.

## Historia
La construcción data de 1906 y era la oficina de la gerencia de la Compañía Staud y Cia, de Berlín. La propiedad formó parte de las más de 400 leguas de tierras fiscales que cedió el presidente Ismael Montes a la Compañía para colonización y el desarrollo de agricultura y ganadería en la región, aprovechando las aguas del río Pilcomayo.
El museo fue constituido como tal por ser el lugar en donde, el 27 de noviembre de 1934, el presidente de Bolivia, Daniel Salamanca, fue tomado como prisionero por el alto mando militar del ejército y obligado a renunciar a la presidencia.
La decisión de tomar como prisionero a Salamanca se debió a que el presidente, quien había arribado a Villa Montes dos días antes, había tomado la decisión de destituir al comandante de las Fuerzas Armadas, el general Enrique Peñaranda. Salamanca fue hecho prisionero por  los miembros del alto mando militar el ejército que dirigían las operaciones bélicas, encabezados por Peñaranda, David Toro y el oficial Germán Busch.
El Golpe de Estado de 1934 dio paso a que el vicepresidente José Luis Tejada Sorzano asumiera la presidencia y anuló las Elecciones Generales que se celebraron el 11 de noviembre del mismo año.

## Características

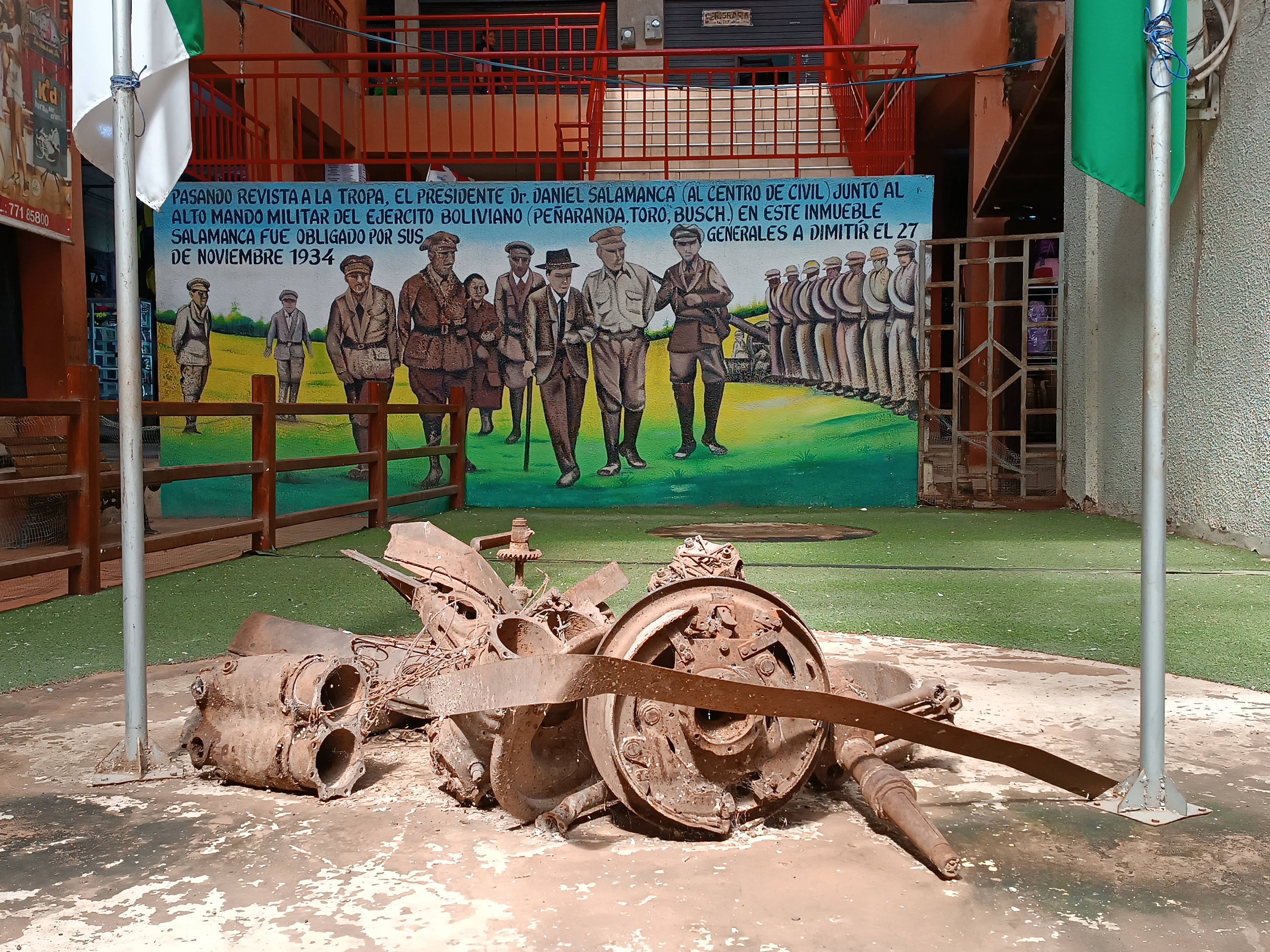
Mural y restos de chatarra de la Guerra del Chaco en el exterior del Museo Corralito de Villa Montes (abril de 2025).

El museo conserva su estructura externa y alberga elementos de la Guerra del Chaco, entre fotografías y vídeo. En la parte externa se pueden ver piezas oxidadas de la época que se encuentran frente al mural conmemorativo al arribo del presidente Daniel Salamanca y su encuentro con los miembros del alto mando militar del ejército boliviano: David Toro, Enrique Peñaranda y Germán Busch).

## Turismo
El museo de ubica al interior del Mercado Central del municipio de Villa Montes, en la región del Gran Chaco boliviano, en el departamento de Tarija. Los visitantes pueden ingresar al museo de lunes a viernes, en los horarios de 8:00 a 12:00 y de 15:00 a 19:00 horas.